# Cristina Saraiva
Cristina Gomes Saraiva (Rio de Janeiro, 24 de abril de 1962) é uma compositora brasileira, produtora de discos e shows. Formou-se em História na Universidade Federal Fluminense (UFF). Cursou nas áreas de cinema, roteiro e literatura.
Em 2002, foi a vencedora do festival "XX Feira Avaeense de Música Popular" (Fampop), com a canção Indiviso (parceria com Felipe Radicetti), no qual foi interpretada por Márcia Tauil.
Ela também atua como professora de história.